# Miss Grand Internacional 2024
Miss Grand Internacional 2024 fue la 12.ª edición del certamen Miss Grand Internacional, correspondiente al año 2024. La final se llevó a cabo el 25 de octubre en el MGI Hall, ubicado en la ciudad Bangkok, Tailandia. Candidatas de 68 países y territorios autónomos compitieron por el título. Al final del evento, Luciana Fuster, Miss Grand Internacional 2023 de Perú, coronó a Rachel Gupta, de India, como su sucesora. Sin embargo, el 28 de mayo de 2025, Gupta anunció su renuncia, por lo que Christine Opiaza de Filipinas, quien fue primera finalista, asumió el título.

## Resultados
Debido a las renuncias y destituciones, las posiciones finales son las siguientes:
| Posiciones                    | Candidata |
| ----------------------------- | --- |
| Miss Grand Internacional 2024 | - Filipinas – Christine Opiaza |
| Primera finalista             | - Brasil – Talita Hartmann |
| Segunda finalista             | - Reino Unido – Amy Viranya Berry |
| Tercera finalista             | - España – Susana Medina |
| Cuarta finalista              | - República Dominicana – María Félix |
| Semifinalistas (Top 10)       | - Colombia – Angélica Valero - Curazao – Akisha Albert - Indonesia – Nova Liana § - Malasia – Melisha Lin - Perú – Arlette Rujel                                                                                                   |
| Cuartofinalistas (Top 20)     | - El Salvador – Giulia Zanoni - Guatemala – Cristina Gonzalo - Islas Vírgenes de los Estados Unidos – Samantha Keaton - Japón – Luma Shigemitsu - México – Tania Estrada - Paraguay – Sharon Capó - Tailandia – Malin Chara-anan Δ |

 Resultados Originales
| Posiciones                    | Candidata |
| ----------------------------- | --- |
| Miss Grand Internacional 2024 | - India – Rachel Gupta |
| Primera finalista             | - Filipinas – Christine Opiaza |
| Segunda finalista             | - Myanmar – Thae Su Nyein |
| Tercera finalista             | - Francia – Safiétou Kabengele |
| Cuarta finalista              | - Brasil – Talita Hartmann |
| Semifinalistas (Top 10)       | - España – Susana Medina - Indonesia – Nova Liana § - Perú – Arlette Rujel - Reino Unido – Amy Viranya Berry - República Dominicana – María Félix |
| Cuartofinalistas (Top 20)     | - Colombia – Angélica Valero - Curazao – Akisha Albert - El Salvador – Giulia Zanoni - Guatemala – Cristina Gonzalo - Islas Vírgenes de los Estados Unidos – Samantha Keaton - Japón – Luma Shigemitsu - Malasia – Melisha Lin - México – Tania Estrada - Paraguay – Sharon Capó - Tailandia – Malin Chara-anan Δ |

- § Votada por el público de todo el Mundo vía Internet para completar el cuadro de las 10 semifinalistas.
- Δ Votada por el público de todo el Mundo vía Redes Sociales para completar el cuadro de las 20 cuartofinalistas.

### Orden de clasificación
| Top 20                               | Top 10               | Top 5     |
| ------------------------------------ | -------------------- | --------- |
| Tailandia ∆                          | Indonesia §          | Filipinas |
| Colombia                             | Francia              | Myanmar   |
| Islas Vírgenes de los Estados Unidos | Myanmar              | Brasil    |
| Malasia                              | Perú                 | India     |
| México                               | España               | Francia   |
| Guatemala                            | Reino Unido          |           |
| El Salvador                          | India                |           |
| Francia                              | Brasil               |           |
| Curazao                              | República Dominicana |           |
| España                               | Filipinas            |           |
| Paraguay                             |                      |           |
| Japón                                |                      |           |
| Brasil                               |                      |           |
| India                                |                      |           |
| Reino Unido                          |                      |           |
| República Dominicana                 |                      |           |
| Indonesia                            |                      |           |
| Filipinas                            |                      |           |
| Myanmar                              |                      |           |
| Perú                                 |                      |           |

- § Votada por el público de todo el Mundo vía internet para completar el cuadro de las 10 semifinalistas.
- Δ Votada por el público de todo el Mundo vía Redes Sociales para completar el cuadro de las 20 cuartofinalistas.

### Premios especiales
| Título                      | Candidata                                                                          |
| --------------------------- | ---------------------------------------------------------------------------------- |
| Mejor Traje Nacional        | - Brasil - Talita Hartmann - Ecuador - María José Vera - Honduras - Yariela García |
| Mejor en Traje de Baño      | - Brasil - Talita Hartmann                                                         |
| Mejor en Traje de Gala      | - Ghana - Sage-La’Parriea Yakubu                                                   |
| Miss Voto Popular           | - Indonesia - Nova Liana                                                           |
| Country's Power of the Year | - Tailandia - Malin Chara-anan                                                     |
| Premio Grand Voice          | - Trinidad y Tobago - Kristina James                                               |

## Historia
En junio de 2022, el presidente del concurso, Nawat Itsaragrisil , declaró que el país anfitrión de Miss Grand Internacional 2025 ya estaba decidido, pero no podía revelarse en este momento debido a un acuerdo contractual mientras que el país anfitrión de la edición de 2024 estaba en proceso de negociación.
El acuerdo mutuo entre el país anfitrión de 2024, Myanmar, y la Organización Miss Grand Internacional se alcanzó en julio de 2022 con el 'Memorándum de Entendimiento' entre el organizador local de Myanmar, Glamorous International, y MGI, firmado a principios de 2023, en el MGI Hall, Bangkok , Tailandia. Luego se anunció oficialmente en la gran etapa final de Miss Grand Internacional 2023 el 25 de octubre de 2023; sin embargo, la Organización Miss Grand Internacional anunció más tarde el 22 de mayo de 2024 que Myanmar ya no era el país anfitrión del concurso debido a una crisis política interna. Camboya y Tailandia fueron elegidos como reemplazos.
Inicialmente, el itinerario de actividades del certamen estaba programado para Camboya del 3 al 15 de octubre de 2024, que incluía uno de los eventos principales del certamen: un concurso de mejor traje de baño, mientras que los subconcursos restantes, incluido un concurso de traje nacional, la ronda preliminar y la coronación de la gran final, se fijaron para Tailandia. Sin embargo, más tarde se anunció el 6 de octubre que todas las actividades restantes del certamen se trasladarían a Tailandia debido a la incapacidad del organizador camboyano de cumplir con los requisitos estipulados en los contratos del acuerdo. La relación entre la Organización Miss Grand Internacional y el organizador de Miss Grand Cambodia , HK7 Co., Ltd., también se interrumpió.

## Actividades previas al concurso

### Votaciones de los fanes

#### Votación Pre-Arrival
El 30 de septiembre de 2024, se lanzó el desafío de votación previa a la llegada en la página oficial de Facebook y la cuenta de Instagram del certamen, donde se publicó el retrato de cada concursante. Las diez concursantes con más puntajes, calculados a partir del número de me gusta y compartidos en sus fotos de retrato, adquirieron el derecho a asistir a la cena especial con el presidente del certamen, Nawat Itsaragrisil , y la vicepresidenta, Teresa Chaivisut , el viernes 4 de octubre.
Países ganadores
- Camboya – Sotheary Bee
- España – Susana Medina
- Filipinas – Christine Opiaza
- India – Rachel Gupta
- Indonesia – Nova Liana
- México – Tania Estrada
- Myanmar – Thae Su Nyein
- Paraguay – Sharon Capó
- Tailandia – Malin Chara-anan
- Vietnam – Võ Lê Quế Anh

#### Country Power of The Year
El segundo concurso de votación es para el premio "Country Power of The Year", en el que la ganadora clasifica automáticamente entre los 20 finalistas en la gran ronda final. Se lanzó el 20 de octubre de 2024 con sesenta y nueve concursantes que participaron en la ronda de clasificación. Solo las dieciséis con la puntuación más alta, calculada en función de la cantidad de "me gusta" y reacciones específicas a su retrato publicado en la página de Instagram y Facebook del concurso, se clasificarán para la siguiente ronda.
| Posiciones    | Candidata |
| ------------- | --- |
| Ganadora      | - Tailandia – Malin Chara-anan |
| Segundo Lugar | - Myanmar – Thae Su Nyein |
| Top 4         | - India – Rachel Gupta - Perú – Arlette Rujel |
| Top 16        | - Angola – Nacira Amaral - Brasil – Talita Hartmann - Colombia – Angélica Valero - España – Susana Medina - Filipinas – Christine Opiaza - Guatemala – Cristina Gonzalo - Indonesia – Nova Liana - Malasia – Melisha Lin - México – Tania Estrada - Paraguay – Sharon Capó - Venezuela – Anna Blanco - Vietnam – Võ Lê Quế Anh |

#### Voto Popular
Otra votación de los fanes, Miss Voto Popular, en la que la ganadora clasificará automáticamente entre las 10 finalistas de la final, estará abierta del 6 al 25 de octubre a través del sitio web oficial del certamen. La ganadora del premio se anunciará en la noche de la coronación, que se celebrará en Bangkok el 25 de octubre.
Ganadora:
- Indonesia – Nova Liana

### Grand Voice Award
Las rondas clasificatorias del desafío de canto para el Grand Voice Award se llevaron a cabo el 9 de octubre en el restaurante italiano Proud Fha en Bangkok. Las 71 concursantes participaron en el evento, y 30 calificaron para la segunda ronda, donde el número de clasificadas se redujo a 15. La tercera ronda del desafío se llevará a cabo en el Golden Tulip Sovereign Hotel para determinar las 3 finalistas. Estas tres concursantes competirán entre sí en la ronda final en la noche preliminar el 22 de octubre en Bangkok, y se nombrará a la ganadora del desafío.
| Posición | Candidata |
| -------- | --- |
| Ganadora | - Trinidad y Tobago – Kristina James |
| Top 3    | - Países Bajos – Ashley Brown - Venezuela – Anna Blanco |
| Top 15   | - Canadá – Alivia Croal - Estados Unidos – Cora Griffen - Filipinas – Christine Opiaza - Francia – Safiétou Kabengele - Groenlandia – Naja Mathilde Rosing - Hong Kong – Kaylie Cheung - Kosovo – Engjellushe Zhuniqi - Malasia – Melisha Lin - Nigeria – Roseline Orji - Noruega – Madeleine Malmberg - Reino Unido – Amy Viranya Berry - Vietnam – Võ Lê Quế Anh                                           |
| Top 30   | - Albania – Elsa Alijaj - Armenia – Haykanush Mkrtchyan - Bangladés – Jessia Islam - Cuba – Lourdes Feliu - El Salvador – Giulia Zanoni - España – Susana Medina - India – Rachel Gupta - Indonesia – Nova Liana - Macao – Ohm Zhang - Myanmar – Thae Su Nyein - Nepal – Prema Lamgade - Perú – Arlette Rujel - Polonia – Aleksandra Wielogórska - República Dominicana – Maria Felix - Suiza – Dalia Kramer |

### Competencia en traje de baño
La competencia en traje de baño se llevó a cabo el 13 de octubre de 2024 en el crucero OceanSky en la bahía de Pattaya. Participaron setenta concursantes; Kaylie Cheung de Hong Kong estuvo ausente debido a problemas de salud. Solo veinte concursantes, 10 elegidas por votación pública y las otras 10 por el panel de jueces, serán nominadas para el premio. La ganadora de este subconcurso se anunciará en la gran final el 25 de octubre en Bangkok.
| Posición | Posición | Candidata |
| -------- | -------- | --- |
| Ganadora | Ganadora | - Brasil – Talita Hartmann |
| Top 20   | Jueces   | - Curazao – Akisha Albert - El Salvador – Giulia Zanoni - España – Susana Medina - Francia – Safiétou Kabengele - India – Rachel Gupta - Islas Vírgenes de los Estados Unidos – Samantha Keaton - Malasia – Melisha Lin - República Dominicana – María Félix                    |
| Top 20   | Votación | - Colombia – Angélica Valero - Filipinas – Christine Opiaza - Guatemala – Cristina Gonzalo - Indonesia – Nova Liana - México – Tania Estrada - Myanmar – Thae Su Nyein - Paraguay – Sharon Capó - Perú – Arlette Rujel - Tailandia – Malin Chara-anan - Vietnam – Võ Lê Quế Anh |

### Concurso de Trajes Nacionales
El concurso para el premio al mejor traje nacional se llevó a cabo el 20 de octubre de 2024 en el MGI Hall, Bangkok , con la participación de las 69 concursantes. Solo 22 trajes clasificarán para la segunda ronda de puntuación (10 escogidas por el público y otras 12 por el jurado).
| Posición  | Posición  | Candidata |
| --------- | --------- | --- |
| Ganadoras | Ganadoras | - Brasil – Talita Hartmann - Ecuador – María José Vera - Honduras – Yariela García |
| Top 10    | Jueces    | - Malasia – Melisha Lin - Reino Unido – Amy Viranya Berry |
| Top 10    | Votación  | - Guatemala – Cristina Gonzalo - Indonesia – Nova Liana - Myanmar – Thae Su Nyein - Tailandia – Malin Chara-anan - Vietnam – Võ Lê Quế Anh |
| Top 20    | Jueces    | - Corea del Sur – Chang Yu-hyun - España – Susana Medina - Japón – Luma Shigemitsu - Nigeria – Roseline Orji - Nueva Zelanda – Alyssa Roberts - Panamá – Yanelys Bergantiño - Puerto Rico – Mariangie Alicea - República Checa – Veronica Biasiol |
| Top 20    | Votación  | - Filipinas – Christine Opiaza - Haití – Shaika Cadet - México – Tania Estrada - Perú – Arlette Rujel |

## Candidatas
68 candidatas compitieron por el título:
(En la tabla se utiliza su nombre completo, los sobrenombres van entrecomillados y los apellidos utilizados como nombre artístico, entre paréntesis; fuera de ella se utilizan sus nombres «artísticos» o simplificados).
| País/Territorio                      | Candidata                        | Edad | Residencia           |
| ------------------------------------ | -------------------------------- | ---- | -------------------- |
| Albania                              | Elsa Alijaj                      | 23   | Laç                  |
| Alemania                             | Phi-Nhung Ilynn Sasolith         | 26   | Colonia              |
| Angola                               | Nacira Libeiral Do Amaral        | 20   | Dombe Grande         |
| Argentina                            | Nayla Alejandra Morales          | 27   | Córdoba              |
| Armenia                              | Haikanush Mkrtchian              | 23   | Ereván               |
| Australia                            | Paitin Louise Powell             | 25   | Airlie Beach         |
| Bangladés                            | Jessia Islam                     | 25   | Daca                 |
| Bélgica                              | Jennifer Louise Felix            | 23   | Heuvelland           |
| Bolivia                              | Carolina Granier Zalles          | 26   | La Paz               |
| Brasil                               | Talita Hartmann                  | 26   | São Vicente do Sul   |
| Camerún                              | Awung Sharlynn Acha Nzogoa       | 21   | Tiko                 |
| Canadá                               | Alivia Croal                     | 22   | Selwyn               |
| Chile                                | Gabriella Ornella Álvez Sandoval | 23   | Temuco               |
| China                                | Zhongyi Sun                      | 24   | Guilin               |
| Colombia                             | María Angelica Valero Aponte     | 29   | Cúcuta               |
| Corea del Sur                        | Chang Yu-hyun                    | 27   | Seúl                 |
| Costa de Marfil                      | Aya Loane Claude Kadjo           | 28   | Yamusukro            |
| Cuba                                 | Lourdes Feliu                    | 23   | La Lisa              |
| Curazao                              | Monica Akisha Albert Guzman      | 29   | Willemstad           |
| Dinamarca                            | Cecilia Presmann                 | 23   | Holte                |
| Ecuador                              | María José Vera Bone             | 25   | Valencia             |
| Egipto                               | Zeina Emara                      | 29   | El Cairo             |
| El Salvador                          | Giulia García Zanoni             | 19   | Santa Ana            |
| España                               | Susana Lucía Medina Martín       | 25   | Telde                |
| Estados Unidos                       | Cora Lynn Griffen                | 28   | Columbus             |
| Filipinas                            | Christine Juliane Opiaza         | 26   | Castillejos          |
| Francia                              | Safiétou Kabengele               | 26   | Le Val-d'Hazey       |
| Ghana                                | Sage-La’Parriea Yakubu           | 27   | Tema                 |
| Gibraltar                            | Faith Torres                     | 23   | Gibraltar            |
| Groenlandia                          | Naja Mathilde Rosing             | 26   | Nuuk                 |
| Guatemala                            | Cristina Gonzalo                 | 20   | Antigua Guatemala    |
| Haití                                | Shaika Lorvengie Cadet           | 25   | Puerto Príncipe      |
| Honduras                             | Sayra Yariela Cerrato García     | 27   | Tegucigalpa          |
| India                                | Rachel Gupta                     | 20   | Jalandhar            |
| Indonesia                            | Nova Liana                       | 23   | Empat Lawang         |
| Islas Vírgenes de los Estados Unidos | Samantha Catherine Keaton        | 23   | San Antonio          |
| Italia                               | Micaela Vietto                   | 29   | Farigliano           |
| Japón                                | Luma Naomi Shigemitsu            | 21   | Aichi                |
| Kosovo                               | Engjellushe Zhuniqi              | 26   | Orahovac             |
| Laos                                 | Pimai Souksavanh Vongsomphou     | 28   | Paksong              |
| Macao                                | Ohm Zhang Jingyue                | 24   | Santo António        |
| Malasia                              | Melisha Lin                      | 26   | Batu Caves           |
| México                               | Tania Estrada Quezada            | 28   | Guerrero             |
| Myanmar                              | Thae Su Nyein                    | 18   | Rangún               |
| Nepal                                | Prema Lamgade                    | 24   | Siddharthanagar      |
| Nicaragua                            | Isabella Beatriz Salgado Rivera  | 26   | Chinandega           |
| Nigeria                              | Roseline Orji                    | 22   | Lagos                |
| Nueva Zelanda                        | Alyssa Roberts                   | 21   | Auckland             |
| Países Bajos                         | Ashley Brown                     | 20   | Ámsterdam            |
| Pakistán                             | Roma Michael                     | 29   | Lahore               |
| Panamá                               | Yanelys Aideé Bergantiño Olave   | 22   | Guararé              |
| Paraguay                             | Sharon Capó Nara                 | 24   | Pedro Juan Caballero |
| Perú                                 | Arlette Jatzury Rujel del Solar  | 25   | Callao               |
| Polonia                              | Aleksandra Wielogórska           | 19   | Varsovia             |
| Puerto Rico                          | Mariangie Alicea Figueroa        | 25   | Juana Díaz           |
| Reino Unido                          | Amy Viranya Berry                | 26   | Grimsby              |
| República Checa                      | Veronica Biasiol                 | 25   | Praga                |
| República Dominicana                 | María Félix Paredes              | 24   | Santo Domingo        |
| Rusia                                | Renata Eduardovna Nadrshina      | 23   | Ufá                  |
| Singapur                             | Anisah Rahmat                    | 22   | Ciudad de Singapur   |
| Sudáfrica                            | Sharné Dheochand                 | 21   | Newcastle            |
| Suiza                                | Dalia del Valle Kramer           | 28   | Zúrich               |
| Tailandia                            | Malin Chara-anan                 | 28   | Phuket               |
| Taiwán                               | Yuhan Chen                       | 25   | Taipéi               |
| Tanzania                             | Fatma Suleiman                   | 23   | Kinondoni            |
| Trinidad y Tobago                    | Kristina James                   | 24   | El Dorado            |
| Venezuela                            | Anna Patricia Blanco Flores      | 24   | Caracas              |
| Vietnam                              | Võ Lê Quế Anh                    | 23   | Quảng Nam            |

### Candidatas reemplazadas
- Colombia - Dennise Cuadrado fue reemplazada por María Angelica Valero Aponte.
- El Salvador - Alexia Pacheco fue reemplazada por Giulia García Zanoni.
- Gibraltar - Lauren Shephard fue reemplazada por Faith Torres.
- Honduras - Cecilia Isabel García fue reemplazada por Sayra Yariela Cerrato García.

### Retiro
- Camboya – Sotheary Bee se retiró de la competencia luego de un conflicto interno de su organización nacional con la internacional.
- Costa Rica – Macarena Chamberlain decidió retirarse de último momento debido a los cambios presentados en la organización del evento.
- Hong Kong – Kaylie Ching Yee Chong se retiró de la competencia por cuestiones de salud mental.
- Letonia – Sabina Saharova
- Noruega – Madeleine Anna Malmberg se retiró de la competencia un día antes de la final por razones desconocidas.
- Portugal – Inês Isabel Perestrello
- Ucrania - Kateryna Vitalievna Bilyk se retiró de la competencia por cuestiones de salud.

## Sobre los países en Miss Grand Internacional 2024

### Naciones debutantes
- Groenlandia

### Naciones que regresan a la competencia
Compitieron por última vez en 2014: 
- Camerún
- Costa de Marfil

Compitieron por última vez en 2018:
- Nueva Zelanda
- Tanzania

Compitió por última vez en 2019:
- Macao

Compitió por última vez en 2021:
- Armenia

Compitieron por última vez en 2022:
- Bangladés
- China
- Curazao
- Pakistán

### Naciones ausentes
- Bielorrusia
- Bonaire
- Camboya
- Costa Rica
- Grecia
- Hong Kong
- Irlanda
- Rumania
- Seychelles
- Turquía
- Ucrania
- Uzbekistán